# Oving, Buckinghamshire
Oving är en ort och civil parish i Storbritannien.   Den ligger i kommunen Buckinghamshire och riksdelen England, i den södra delen av landet, 70 km nordväst om huvudstaden London. Oving ligger 165 meter över havet och antalet invånare är 478.
Terrängen runt Oving är huvudsakligen platt. Oving ligger uppe på en höjd. Runt Oving är det ganska tätbefolkat, med 192 invånare per kvadratkilometer. Närmaste större samhälle är Milton Keynes, 18,8 km norr om Oving. Trakten runt Oving består till största delen av jordbruksmark.